# Mercenaries (Film)
Mercenaries ist ein US-amerikanischer Actionfilm aus dem Jahr 2014 von Christopher Ray. Das Drehbuch verfasste Edward DeRuiter, der auch zusätzlich eine Filmrolle übernahm.

## Handlung
Während eines Besuchs in Kasachstan wird Elise, die Tochter des US-Präsidenten von der Terroristin Ulrika gefangen genommen und gegen eine hohe Lösegeldforderung festgehalten. Da die USA offiziell nicht mit Terroristen verhandelt, wird die CIA-Agentin Mona Kendall beauftragt, ein Team zusammenzustellen, um die Tochter aus der Gefangenschaft zu befreien. Sie stellt das Team aus einer Reihe inhaftierter Schwerverbrecherinnen zusammen. Darunter die Ex-Delta Force-Soldatin, Cassandra Clay, die Scharfschützin Kat Morgan, die Ex-CIA-Agentin Raven und die Kampfpilotin Mei-Lin Fong. Zum Dank für eine erfolgreiche Rettungsmission winkt ihnen der Erlass ihrer Haftstrafen.
Sie finden heraus, dass Elise in einem ehemaligen sowjetischen Gefängnis mit dem Spitznamen „Die Zitadelle“ festgehalten wird. Dort wird sie auf grauenvolle Art und Weise gefoltert. Mit Hilfe des Mädchens Lexi aus der Gegend verschafft sich das vierköpfige Team Zugang zur „Zitadelle“. Getarnt als mutmaßliche Kriegsverbrecherinnen gelingt ihnen der Einlass ins Gebäude. Sie schaffen es tatsächlich Elise zu befreien. Doch als sie sich final aus dem Gefängnis kämpfen wollen, offenbart sich eine der Frauen als Verräterin.

## Hintergrund

### Produktion
Ursprünglich sollte Cynthia Rothrock die Rolle der Ulrika verkörpern, die final von Brigitte Nielsen gespielt wurde. Aufgrund eines anderen Engagements verpasste sie den Drehbeginn. Daher wurde ihr später die Rolle der Mona angeboten, die wiederum eigentlich von Rebecca De Mornay gespielt werden sollte.
Gedreht wurde auf der Veluzat Motion Picture Ranch in Saugus, im Sybil Brand Institute for Women in Monterey Park und auf der Lost Creek Film Ranch in Santa Clarita in Kalifornien. 
Der Film ist ein Mockbuster zu The Expendables 3 von und mit Sylvester Stallone. Im Gegensatz zu seinem Vorbild, besteht der Cast überwiegend aus Schauspielerinnen.

### Veröffentlichung
Der Film erschien am 5. August 2014 in den USA. In Deutschland startete er am 22. August 2014 in den Videoverleih.

## Rezeption
„Triviale Routine-Actionfilm als Frauen-Pendant zu Sylvester Stallones ‚Expendables‘-Filmen, der ein Team aus B-Movie-Amazonen gegen Genre-Altstar Brigitte Nielsen in Stellung bringt und in eine solide choreografierte Prügelorgie schickt.“

Jacko Kunze für Moviebreak bezeichnet den Cast „prominent“. Brigitte Nielsen wird als „ohne Zweifel als Highlight“ erachtet. Final wird der Film „im Vergleich mit den anderen Machwerken von The Asylum als eine Steigerung“ gesehen, dennoch als „Unverschämtheit“ bewertet. Final erhält der Film zwei von zehn Punkten.
Auf Actionfreunde wird gelobt, dass in dem Film „dankenswerterweise auf das übliche Farbfiltergewichse verzichtete und auch von allzu mülligen CGIs absah“. Als positiv erachtet werden die flotten Szenenübergänge. Außerdem sticht der Cast als „spielfreudig“ hervor. Negativ wird aufgenommen, dass der Film mit dem weiteren Verlauf abnimmt und sich in langatmige Dialoge verliert. Der Film erhielt drei von zehn Punkten.
Im Audience Score, der Zuschauerwertung auf Rotten Tomatoes, hat der Film bei über 100 Abstimmungen eine Wertung von 18 %. In der Internet Movie Database hat der Film bei knapp 2.700 Stimmabgaben eine Wertung von 3,7 von 10,0 möglichen Sternen (Stand: Mai 2024).